# Голова фавна

Чезаре Дзоккі. Копія статуї Еміліо Дзоккі «Юний Мікеланджело висікає „Голову фавна“»

«Голова́ фа́вна» (італ. Testa di fauno) — втрачена мармурова скульптура італійського скульптора і художника Мікеланджело Буонарроті, створена  бл. 1488 —1489[а] рр. Це перший задокументований твір митця.

## Відомості про твір
За свідченнями Вазарі, ця скульптура була створена Мікеланджело у Саду скульптур Медичі, як копія античної голови «старого зморшкуватого фавна, що сміється, з кирпатим носом»[б]. На фресці Оттавіо Ванніні (італ. Ottavio Vannini) «Лоренцо Пишний у колі своїх митців» (1635) зображено мармурове погруддя фавна, але чи це був оригінал невідомо. Мікеланджело трохи переробив вираз обличчя фавна — рот зобразив повністю відкритим, так що видно було і язика, і всі зуби. Лоренцо Пишний, побачивши цей твір, похвалив його (хлопцеві тоді було 13 чи 14 років), але зробив зауваження, що у старих людей не можуть бути цілими усі зуби. Мікеланджело зламав фавну один зуб і зробив у яснах ямку. І Вазарі, і Кондіві погоджуються на тому, що саме ця історія допомогла хлопцю отримати прихильність Лоренцо Медичі.
Вільям Воллес вважає, що на момент створення цієї статуї Мікеланджело було уже 15 років, а отже він уже був відносно дорослим, і ця історія більше нагадує гарну легенду. Еріка Шильяно вважає, що й саме існування скульптури видається сумнівним — жодних свідчень про неї, окрім розповіді самого Мікеланджело своїм біографам (Кондіві та Вазарі), не збереглися.
Мармурова маска «Фавн, що сміється» у галереї Барджелло вважається «втраченою» скульптурою Мікеланджело. Вона не зовсім відповідає опису Вазарі та Кондіві, адже у роті є тільки два зуби, які більше нагадують ікла, а між ними висовується язик, але остаточної відповіді про авторство ще нема.

## Образ у мистецтві
Еміліо Дзоккі створив мармурову статую «Юний Мікеланджело висікає „Голову фавна“» (1861). Статуя зараз зберігається у Палаццо Пітті. Існують відомі копії цієї статуї, створені Чезаре Дзоккі, Генрі Вулфом та іншими.
Епізод із «Головою фавна» згадується у біографічному романі Ірвінґа Стоуна «Муки і радості» (1961). У біографічному романі Карела Шульца «Камінь і біль» цьому першому скульптурному твору митця присвячено розділ «Фавнів сміх»:

| «(…) Мікеланджело схопив різець і на очах у князя й Поліціано сильно вдарив по фавнових губах. Між ними зазяяла дірка. Старий напівбог позбувся кількох зубів… Він більше не насміхався перед тим, як угризтися зубами в м'ясо. На світ дивився тепер як старий чоловік…» |